# Mount Judson
Mount Judson är ett berg i Kanada.   Det ligger i provinsen British Columbia, i den sydvästra delen av landet, 3 700 km väster om huvudstaden Ottawa. Toppen på Mount Judson är 1 741 meter över havet, eller 854 meter över den omgivande terrängen. Bredden vid basen är 12,0 km.
Terrängen runt Mount Judson är bergig åt sydväst, men åt nordost är den kuperad.Trakten runt Mount Judson är nära nog obefolkad, med mindre än två invånare per kvadratkilometer.. Det finns inga samhällen i närheten.
I omgivningarna runt Mount Judson växer i huvudsak barrskog.